# Урумчи
Урумчи́ (уйг. ئۈرۈمچی / Үрүмчи‎; старое китайское название — 迪化 Дихуа, кит. трад. 烏魯木齊, упр. 乌鲁木齐, пиньинь Wūlǔmùqí, палл. улумуци) — городской округ в Синьцзян-Уйгурском автономном районе КНР, место пребывания правительства автономного района. Столица исторического региона Восточный Туркестан.  
Урумчи расположен на северных склонах Тяньшанских гор. В промышленности преобладают нефтяная, текстильная и металлургическая отрасли. Также в Урумчи расположен самый крупный в Китае центр ветряной энергии. Урумчи расположен на железной дороге Алматы — Пекин.

## География
Географическое положение Урумчи необычно и зафиксировано в Книге рекордов Гиннесса: это самый удалённый от моря крупный город в мире: ближайшее побережье Мирового океана располагается в 2500 км (1400 миль) от Урумчи.

### Рельеф
Рельеф в пределах города и его окрестностей носит сложный характер. Центр города расположен на территории оазиса, с одной стороны зажатого между заснеженным пиком Богдо (Восточный Тянь-Шань), а с другой — крупным солёным озером на востоке, на юге он окаймлён холмистой, поросшей сосновым лесом местностью, а также перемежающимися сельскохозяйственными полями и песчаными дюнами Джунгарии. Общая площадь городского округа — 10 989 км².

### Климат
Климат в Урумчи — резко континентальный, отличается большой суровостью. Город расположен в полосе внутриконтинентальных степей и пустынь в среднем на высоте 800 метров над уровнем моря. Средние температуры июля + 24 °C (75 °F), января −12 °C (10 °F). Лето жаркое, сухое, зимы — холодные, морозные, малоснежные. Среднегодовая температура + 7,4 °C (45,3 °F), среднегодовое количество осадков — 300 мм.
| Показатель                    | Янв.  | Фев.  | Март  | Апр.  | Май  | Июнь | Июль | Авг. | Сен. | Окт.  | Нояб. | Дек.  | Год   |
| ----------------------------- | ----- | ----- | ----- | ----- | ---- | ---- | ---- | ---- | ---- | ----- | ----- | ----- | ----- |
| Абсолютный максимум, °C       | 9,9   | 13,5  | 23,7  | 32,5  | 37   | 40,9 | 41   | 42,1 | 37   | 30,5  | 19,2  | 15,6  | 42,1  |
| Средний суточный максимум, °C | −7,2  | −4,5  | 4,1   | 16,4  | 23,2 | 27,9 | 29,9 | 29   | 23,1 | 13,6  | 2,9   | −4,7  | 12,8  |
| Средняя температура, °C       | −12,1 | −9,3  | −0,5  | 10,4  | 17   | 21,8 | 23,9 | 22,7 | 17   | 8,4   | −1,5  | −9,4  | 7,4   |
| Средний суточный минимум, °C  | −15,9 | −13   | −4    | 5,4   | 11,8 | 16,6 | 18,7 | 17,2 | 11,6 | 3,8   | −4,9  | −12,9 | 2,9   |
| Абсолютный минимум, °C        | −34,1 | −41,5 | −33,4 | −14,9 | −2,4 | 4,6  | 8,8  | 5    | −5   | −12,4 | −36,6 | −38,3 | −41,5 |
| Норма осадков, мм             | 8     | 8     | 18    | 29    | 28   | 36   | 20   | 16   | 24   | 22    | 17    | 10    | 236   |
| Источник: Погода и Климат     |       |       |       |       |      |      |      |      |      |       |       |       |       |

## История
Многочисленность названий города объясняется в первую очередь богатством его истории, культуры, религиозной и этнической картины региона Синьцзян-Уйгурского автономного района КНР.
Во времена империи Хань здесь располагалось несколько мелких княжеств (см. Сиюй). Примерно на территории современного Урумчи располагалось княжество восточное Цэми (東且彌國), князь жил в долине Дуйсюй (兌虛) на восточной стороне гор. Население: 191 семья, 1 948 человека, 572 строевых воинов. Китайская администрация: наместник с титулом Дунцэми-хоу (東且彌侯) и два офицера. На севере округа располагалось княжество Цзе (劫國) со ставкой князя в долине Даньцюй (丹渠) на восточной стороне гор. Население: 99 семейств, 500 человек, 150 воинов. Китайская администрация: наместник, офицер и переводчик.
После проникновения в регион ислама в конце X — начале XI веков, китайское влияние сильно ослабевает, и затем начинает усиливаться только к началу XVIII века. Так, в 1763 году, когда формальные границы китайских владений достигли территорий современного Казахстана, разросшийся город Лунтай получает своё китайское название Дихуа, то есть «просвещение», а 1 февраля 1854 года город получил и своё нынешнее китайско-уйгурское название Урумчи, что в переводе с древнемонгольского означает «прекрасное пастбище». Статус столицы региона окончательно закрепился за городом в 1884 году.
В XV—XVII веках в 5 км от нынешнего Урумчи находился джунгарский город, из которого контролировалась дорога между Джунгарским бассейном и Турфанской впадиной. Междоусобица в Джунгарском ханстве привела к тому, что хошоуты покинули район Урумчи и откочевали в Цинхай и Тибет. Уйгуры были завезены в район Урумчи в XVIII веке джунгарами, которые переселили их из региона западный Тарим, чтобы они стали таранчи или фермерами.
После присоединения Синьцзяна к КНР был образован Специальный район Дихуа (迪化专区). 20 ноября 1953 года Специальный район Дихуа был официально переименован в Специальный район Урумчи (乌鲁木齐专区), и город с уездом также были переименованы из Дихуа в Урумчи. 8 июля 1954 года уезды Чанцзи, Урумчи и Мицюань были выделены из Специального района Урумчи в отдельный Чанцзи-Хуэйский автономный район. В 1958 году Специальный район Урумчи был расформирован, а остававшиеся в нём уезды перешли под юрисдикцию властей Чанцзи-Хуэйского автономного округа. В 1959 году уезд Урумчи был передан из состава Чанцзи-Хуэйского автономного округа под юрисдикцию властей городского округа Урумчи.
В 1992 году в городе произошёл теракт, погибло 3 человека. В 1997 году в Урумчи были взорваны три городских автобуса, погибли 9 человек.
В 2007 году район Дуншань (东山区) городского округа Урумчи и городской уезда Мицюань (米泉市) Чанцзи-Хуэйского автономного округа были объединены в новую административную единицу — район Мидун городского округа Урумчи.
Летом 2009 года произошли массовые волнения этнических уйгуров.

## Население
Население городского округа по данным переписи населения 2010 года составило 3,112,559 человек, увеличившись с предыдущей переписи населения 2000 года на 49,51 % (с 2,081,834 человек). Среднегодовой темп прироста населения составляет 4,10 %. По состоянию на 2013 год, численность постоянного населения городского округа Урумчи составляет 3,5 млн человек.
Население Урумчи начало стремительно расти только с конца 1960-х, когда в регионе была развёрнута массовая правительственная кампания по переселению сюда китайцев (ханьцев) из восточных регионов страны с целью интеграции региона в культурную и языковую среду титульного народа КНР. Учитывая огромный демографический потенциал КНР, эта программа привела к существенному изменению этнической картины города и региона. Если раньше Урумчи был небольшим уйгурским посёлком, то теперь это настоящий китайский мегаполис.
По результатам переписи населения 2000 года, в современном этническом составе городского округа абсолютно преобладают китайцы — 1-3 поколение выходцев с востока страны 75,3 % (1,567 млн человек), крупнейшим меньшинством в городе являются тюркоязычные уйгуры, однако они составляют всего 12,8 % населения городского округа (266 тыс. человек), затем следуют хуэй (8,0 % или 166 тыс.), казахи (2,3 % или 48 тыс. человек), прочие 1,6 % (33 тыс. чел), среди которых есть и монголы; 2603 русских (0,13 %) и 767 татар (0,04 %). Всё же этнический состав городского округа нетипичен для СУАР в целом, где уйгуры составляют 45,2 %, китайцы 40,6 %, казахи 6,7 %, дунгане 4,6 %, прочие 2,9 %. В религиозном плане среди жителей городского округа большинство — атеисты (в основном китайцы), на втором месте по распространению стоит ислам, исповедуемый уйгурами, дунганами и казахами (всего около четверти населения городского округа). Существенно изменилась по сравнению с серединой прошлого века и языковая ситуация: в городском округе абсолютно преобладает севернокитайский язык, без знания которого тюркоязычным уйгурам и казахам трудно продвигаться по служебной лестнице. Тем не менее, большинство вывесок в городе двуязычны — на китайском и уйгурском языках, выполненные китайскими иероглифами, арабской вязью и зачастую латиницей (пиньинь), особенно на рекламных вывесках. В Урумчи также выходят несколько газет и журналов на монгольском языке, работают радио- и телепередачи. Среди иностранных языков наибольшее распространение имеют русский и английский.

## Административное деление
Урбанизированная зона относится к четырём центральным районам городского округа.
Городской округ Урумчи делится на 7 районов, 1 уезд:
| Карта                  | #     | Статус    | Название   | Иероглифы     | Пиньинь          | Уйгурский язык (арабский шрифт) | Уйгурский язык (латинский шрифт) | Население (2003 прим.) | Площадь (км²) | Плотность населения (/км²) |
| ---------------------- | ----- | --------- | ---------- | ------------- | ---------------- | ------------------------------- | -------------------------------- | ---------------------- | ------------- | -------------------------- |
|                        |       |           |            |               |                  |                                 |                                  |                        |               |                            |
| Урбанизированный центр |       |           |            |               |                  |                                 |                                  |                        |               |                            |
| 1                      | Район | Тяньшань  | 天山区     | Tiānshān qū   | تىيەنشەن رايونى  | Tiyanshan Rayoni                | 490 000                          | 171                    | 2865          |                            |
| 2                      | Район | Сайбаг    | 沙依巴克区 | Shāyībākè qū  | سايباغ رايونى    | Saybagh Rayoni                  | 450 000                          | 422                    | 1066          |                            |
| 3                      | Район | Синьши    | 新市区     | Xīnshì qū     | يېڭىشەھەر رايونى | Yéngisheher Rayoni              | 390 000                          | 143                    | 2727          |                            |
| 4                      | Район | Шуймогоу  | 水磨沟区   | Shuǐmògōu qū  | بۇلاقتاغ رايونى  | Bulaqtagh rayoni                | 180 000                          | 92                     | 1957          |                            |
| Пригороды              |       |           |            |               |                  |                                 |                                  |                        |               |                            |
| 5                      | Район | Тоутуньхэ | 头屯河区   | Tóutúnhé qū   | تۇدۇڭخابا رايونى | Tudungxaba Rayoni               | 120 000                          | 276                    | 435           |                            |
| 6                      | Район | Дабаньчэн | 达坂城区   | Dábǎnchéng qū | د اۋانچىڭ رايونى | D Avanchyng Rayoni              | 40 000                           | 5188                   | 8             |                            |
| 7                      | Район | Мидун     | 米东区     | Mǐdōng qū     | مىدوڭ رايونى     | Midong Rayoni                   | 290 000                          | 3594                   | 56            |                            |
| Сельская местность     |       |           |            |               |                  |                                 |                                  |                        |               |                            |
| 8                      | Уезд  | Урумчи    | 乌鲁木齐县 | Wūlǔmùqí xiàn | ئۈرۈمچى ناھىيىسى | Ürümchi Nahiyisi                | 80 000                           | 4332                   | 18            |                            |

## Экономика
Урумчи — крупнейший промышленный центр СУАР, обеспечивающий 64,5 % его валового регионального продукта. Также Урумчи — главный центр потребления и розничной торговли в регионе, на который в 2004 году приходилось 33,9 % розничного оборота региона, хотя в городе проживало лишь 10 % населения региона.
При этом, несмотря на всю динамичность своего развития и специальные программы пекинского правительства по освоению западной части Китая, ВВП на душу населения в Урумчи остаётся более чем скромным: 2 850 долларов в расчёте на душу населения в год по состоянию на 2004 год. Урумчи является главным центром получения и перераспределения государственных дотаций, направленных на развитие Синьцзяна.
Важное значение имеет проведение различных международных выставок и конференций, в том числе ЭКСПО «Китай — Евразия».

### Промышленность
В Урумчи базируются компании Guanghui Group (энергетика, добыча сырья и логистика), Xinjiang Zhongtai Group (химическая продукция), Xinte Energy (оборудование для солнечной энергетики), Goldwind Science & Technology (оборудование для ветряной энергетики), Xinjiang President Enterprises Food (пищевые продукты), Tianshan Wool Textile (шерстяной текстиль). Также в Урумчи расположены автомобильный завод SAIC Motor и авиаремонтный завод China Southern Airlines.
Крупнейшим промышленным кластером является зона технико-экономического развития города Урумчи. Здесь расположены автосборочный завод GAC Group, завод моющих средств Nice и другие предприятия.

### Энергетика
Важное значение имеют ветряные и солнечные электростанции, входящие в энергетический узел China Huadian Corporation.

### Туризм
По итогам 2023 года Урумчи посетило около 100 млн туристов. Доходы города от туризма превысили 100 млрд юаней (14 млрд долл. США). Одной из самых популярных локаций является Большой базар.

## Транспорт

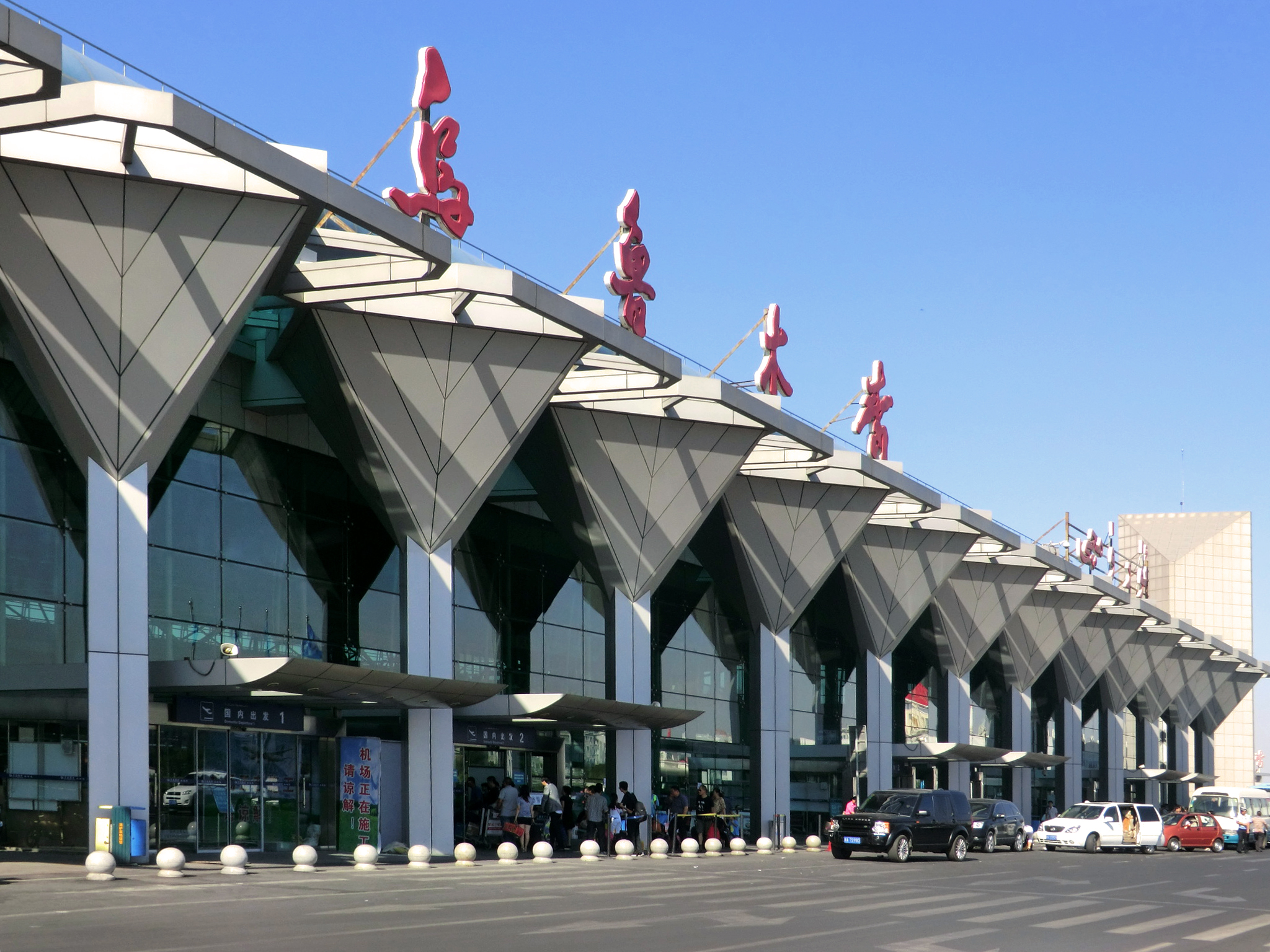
Аэропорт Дивопу

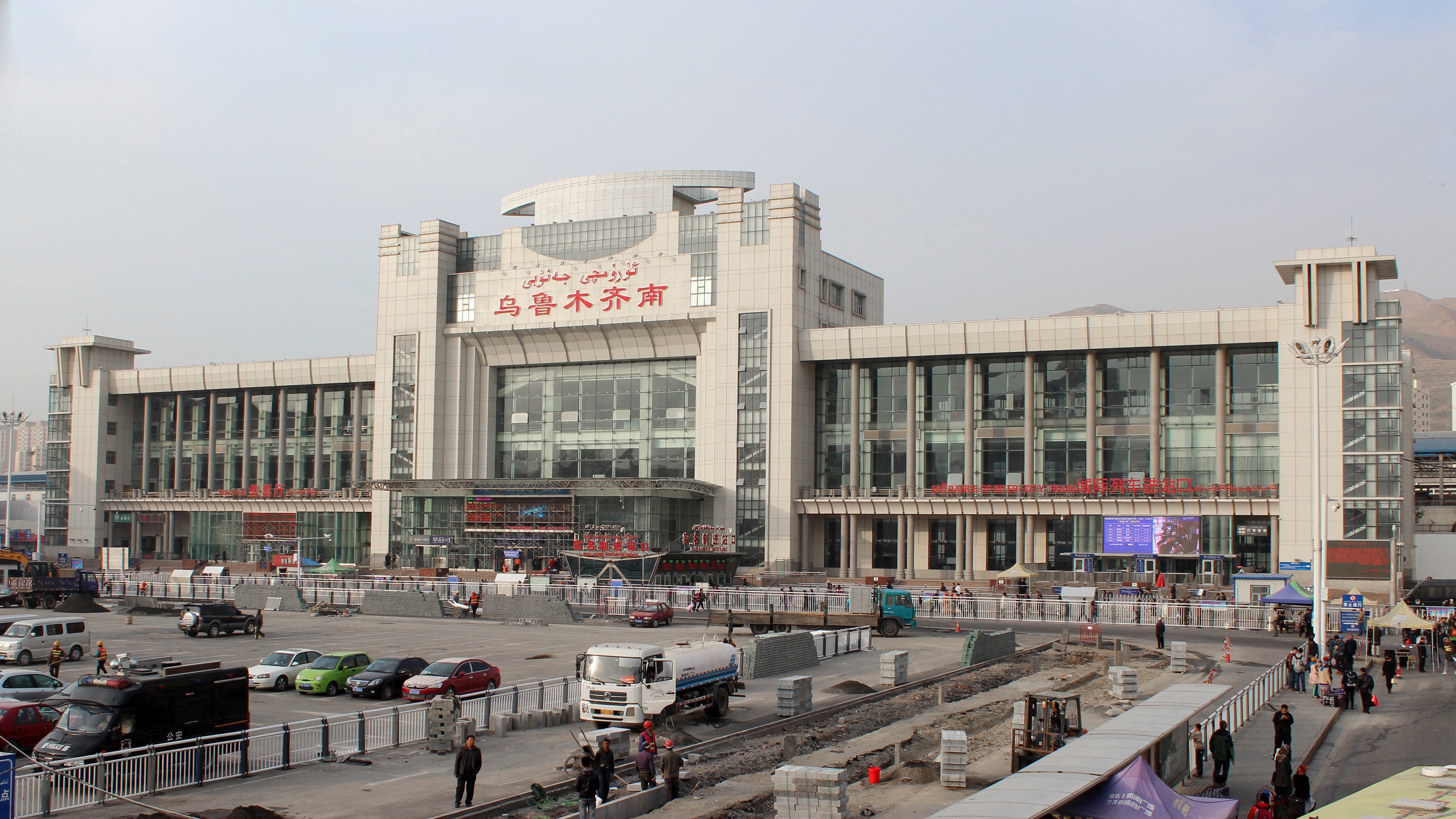
Южный железнодорожный вокзал

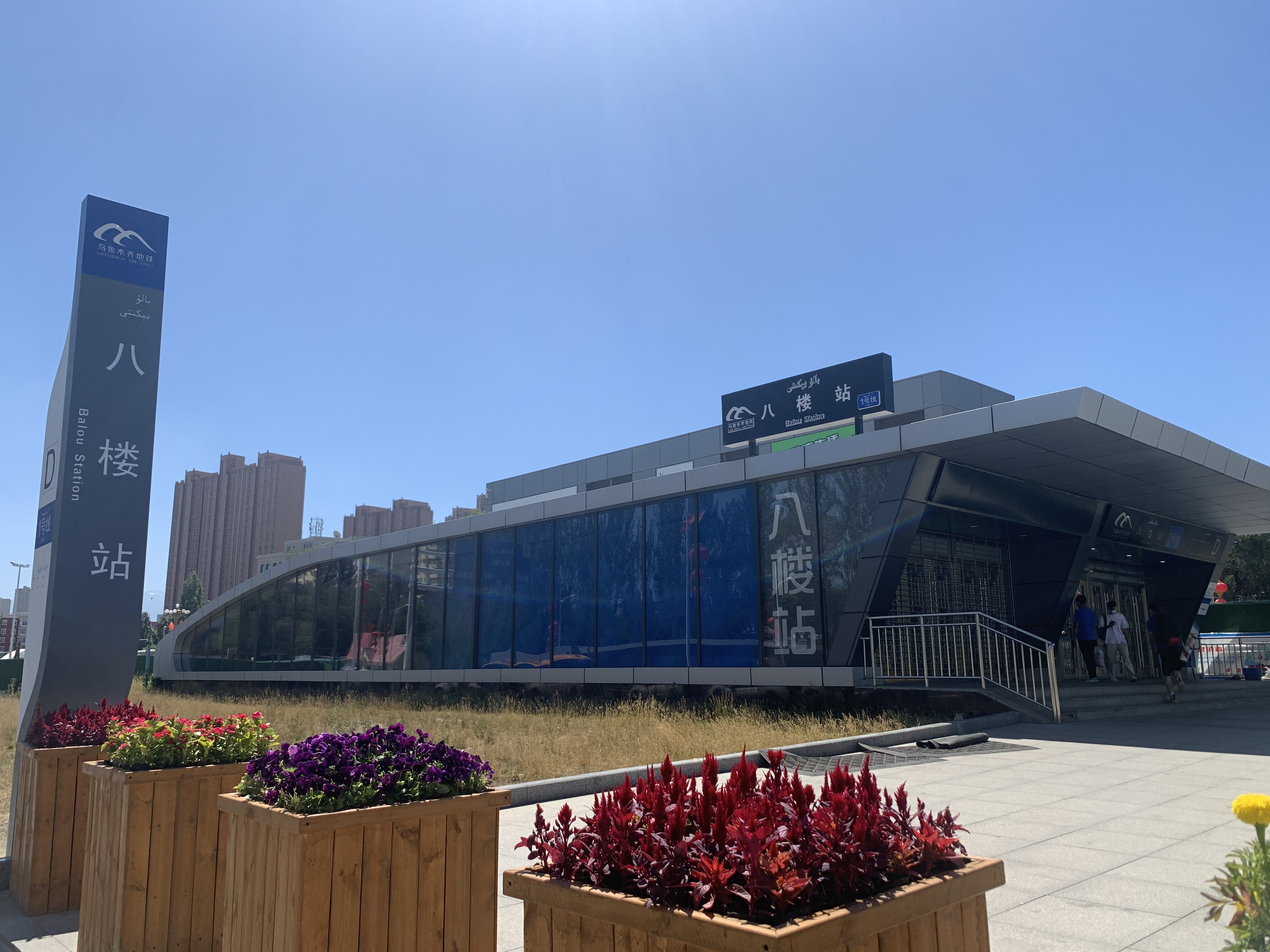
Станция метро Балоу

### Воздушный
Жителей города обслуживает международный аэропорт Тяньшань, который является крупным узлом авиасообщения со странами Центральной Азии. Большое значение имеют грузовые авиаперевозки между Урумчи и Казахстаном, Узбекистаном, Таджикистаном, Кыргызстаном, Пакистаном, Грузией, Венгрией, Польшей и Великобританией. По итогам 2023 года аэропорт Дивопу, входящий в состав Xinjiang Airport Group, обслужил более 25 млн пассажиров.

### Железнодорожный
Город связан железнодорожной линией с Кашгаром (юго-западное направление). Город также является крупнейшим транзитным пунктом на Ланьсиньской железной дороге, которая входит в состав международной железной дороги Алма-Ата — Пекин.
Важное значение имеет международный логистический узел, расположенный в комплексной бондовой зоне Урумчи. Сюда прибывают грузовые поезда, следующие из портов Вьетнама и Гуанси через Чунцин, а затем отправляются через Хоргос в Казахстан.

### Автомобильный
Урумчи расположен на пересечении двух автотрасс государственного значения — национальных шоссе Годао 312 (Шанхай — Кульджа) и Годао 314 (Урумчи — Хунджераб). В 2021 году построена 2800-километровая скоростная автомагистраль G7 (Пекин — Урумчи).
Важное значение имеют грузовые перевозки по маршруту Урумчи — Центральная Азия и Урумчи — Монголия — Россия (отправной точкой служит центр мультимодальных перевозок в зоне международного сухопутного порта).

### Метро
С октября 2018 года действует метро. В настоящее время действует линия 1 с 21 станциями (27,3 км), проходящая с севера на юг и соединяющая аэропорт Дивопу с городом. Строится линия 2.

## СМИ
Региональная радиовещательная компания Урумчи выпускает передачи на севернокитайском, уйгурском, казахском, монгольском, русском и других языках региона.

## Культура
Популярными блюдами кухни Урумчи являются мясные супы лагман, шурпа и манпар, паровые манты, жареные манты хошан, пельмени «чёшёря», самса с мясной начинкой, жареная лапша «санзы», лапша ашлян-фу, уйгурский плов, куриное рагу «дапаньцзи» и «лазджи», курятина в остром соусе, лепёшки чалпак и тандыр-нан, шашлык из баранины, пончики баурсак и бешбармак.

## Города-побратимы
- Алматы, Казахстан
- Астана, Казахстан
- Душанбе, Таджикистан (с 10 сентября 1999)
- Челябинск, Россия[31]
- Омск, Россия[32]
- Анталья, Турция[33] (с 2014 года)